# Yaoshi (ort i Kina, Hunan, lat 26,29, long 110,79)
Yaoshi är en ort i Kina. Den ligger i provinsen Hunan, i den södra delen av landet, omkring 300 kilometer sydväst om provinshuvudstaden Changsha. Antalet invånare är 1 580.
Runt Yaoshi är det ganska tätbefolkat, med 155 invånare per kvadratkilometer. Yaoshi är det största samhället i trakten. I omgivningarna runt Yaoshi växer i huvudsak blandskog.
Genomsnittlig årsnederbörd är 1 833 millimeter. Den regnigaste månaden är maj, med i genomsnitt 273 mm nederbörd, och den torraste är oktober, med 56 mm nederbörd.